# Seznam řek ve Francii
Seznam řek v Francii (francouzsky řeka rivière nebo fleuve) obsahuje řeky, které mají na území Francie délku 350 km a více a také některé kratší.

## Tabulka řek
| Poř. | Řeka     | Délka km) | Povodí km²) | Průtok m³/s | Ústí do oceán/moře/záliv/řeka (delta/estuár) | Ústí kde obec (stát)                            |
| ---- | -------- | --------- | ----------- | ----------- | -------------------------------------------- | ----------------------------------------------- |
| 1.   | Loira    | 1012      | 117356      | 931,0       | Biskajský záliv                              | Saint-Nazaire / Saint-Brevin-les-Pins (Francie) |
| 2.   | Seina    | 776       | 78610       | 563,0       | Lamanšský průliv                             | Le Havre / Honfleur (Francie)                   |
| 3.   | Rhôna    | 545       | 90000       | 1690,0      | Středozemní moře (Delta Rhôny)               | Arles (Francie)                                 |
| 4.   | Marna    | 525       | 12700       | 110,0       | Seina                                        | Alfortville / Charenton-le-Pont (Francie)       |
| 5.   | Garonna  | 523       | 55100       | 650,0       | Biskajský záliv (Gironde)                    | Macau / Ambès (Francie)                         |
| 6.   | Maroni   | 523       | 27200       | 1700,0      | Atlantský oceán                              | Galibi / Awala-Yalimapo (Francie/Surinam)       |
| 7.   | Máza     | 486       | 9000        | 144,0       | Severní moře (Delta Rýna)                    | Heusden (Nizozemsko)                            |
| 8.   | Lot      | 485       | 11200       | 155,0       | Garonna                                      | Aiguillon (Francie)                             |
| 9.   | Dordogne | 483       | 23400       | 380,0       | Biskajský záliv (Gironde)                    | Bayon-sur-Gironde / Ambès (Francie)             |
| 10.  | Saôna    | 480       | 29950       | 473,0       | Rhôna                                        | Lyon (Francie)                                  |
| 11.  | Doubs    | 430       | 6400        | 176,0       | Saôna                                        | Verdun-sur-le-Doubs (Francie)                   |
| 12.  | Mana     | 430       | 12090       | 319,7       | Atlantský oceán                              | Awala-Yalimapo (Francie)                        |
| 13.  | Allier   | 410       | 14310       | 147,0       | Loira                                        | Cuffy / Gimouille (Francie)                     |
| 14.  | Cher     | 396       | 13920       | 95,9        | Loira                                        | ... (Francie)                                   |
| 15.  | Charente | 381       | 10000       | 49,0        | Biskajský záliv                              | ... (Francie)                                   |
| 16.  | Tarn     | 381       | 15000       | 233,0       | Garonna                                      | ... (Francie)                                   |
| 17.  | Vienne   | 372       | 21105       | 210,0       | Loira                                        | ... (Francie)                                   |
| 18.  | Oyapock  | 370       | 13700       | 835,0       | Atlantský oceán                              | ... (Francie/Brazílie)                          |
| 19.  | Aisne    | 353       | 7700        | 65,4        | Oise                                         | ... (Francie)                                   |
| ...  | Rýn      | 188       | ...         | 2300,0      | Severní moře                                 | ... (Nizozemí)                                  |